# Åboö
Åboö är en herrgård i Ripsa socken, Nyköpings kommun.
Åboö omtalas i dokument första gången 1344 och var då sätesgård för Arvid Magnusson (Ivar Nilssons ätt). Åren 1368–1382 var Åboö sätesgård för Ivar Nilssons brors hustru Kristina Ivarsdotter (sköld kvadrerad av sågskuror). Lars Axelsson (Tott) gav 1472 Åboö med underlydande gods i morgongåva till Katarina Eriksdotter Nipertz, i Lars Axelssons jordebok 1476 upptas Åboö som arvegods från hans mor, som tillhörde Ivar Nilssons ätt. 1560–1564 var Åboö sätesgård för Lars Knutsson (Forsa-ätten) och 1590 för hans änka Anna Hansdotter (Garstenberg). I början på 1600-talet tillhörde Åboö Hans Claesson (Bielkenstierna) och gick sedan i arv till hans dotter Catharina Maria, gift med Gabriel Kyle (död 1644). Egendomen gick senare i arv till Claes Bielkenstierna och hans son Axel Bielkenstierna (död 1676), varefter ätten utslocknade på svärdssidan. Efter detta hotades gården att dras in till kronan för skulder, och dottern Charlotta Bielkenstierna tvingades begära sig i konkurs, och släktens gods såldes ut. Åboö köptes av Mauritz Nilsson Posse. Godset kom därefter att ägas att ätten Posse in på 1800-talet, därefter fram till 1857 av släkten Thorson.. År 1945 köptes Åboö av Holmens Bruk.
Under Åboö lydde bland annat gårdarna Bjurkärr, Djupvik, Ekeby, Espvik, Gräddsäter, Köhlsätter, Köhlsätterkvarn, Liden, Norsborg, Paris, Rom, Sibro, Skogshyttan, Smedsbol, Solberga, Strömstorp, Sågartorpsstugan, Trosa Älgesta och Ängstugan, alla i Ripsa socken. Corps de logiet härrör frön omkring 1900, arrendatorbostaden uppfördes omkring 1850 och en arbetarbostad härrör från omkring 1840.